# Uranotaenia pygmaea
Uranotaenia pygmaea är en tvåvingeart som beskrevs av Theobald 1901. Uranotaenia pygmaea ingår i släktet Uranotaenia och familjen stickmyggor. Inga underarter finns listade i Catalogue of Life.